# آمفی‌تئاتر یونیورسال
آمفی‌تئاتر یونیورسال (انگلیسی: Universal Amphitheatre) یک تماشاخانه در لس آنجلس، آمریکا بود.
این آمفی‌تئاتر که در سال ۱۹۷۲ تأسیس شده بود و دارای ۶٬۱۸۹ نفر ظرفیت بود در سال ۲۰۱۳ بسته و تخریب شد.